# Bubovice
Bubovice är en ort i Tjeckien.   Den ligger i regionen Mellersta Böhmen, i den centrala delen av landet, 22 km sydväst om huvudstaden Prag. Bubovice ligger 382 meter över havet och antalet invånare är 222.
Terrängen runt Bubovice är platt åt nordost, men åt sydväst är den kuperad. Runt Bubovice är det ganska tätbefolkat, med 192 invånare per kvadratkilometer. Närmaste större samhälle är Modřany, 18,0 km öster om Bubovice. Trakten runt Bubovice består till största delen av jordbruksmark.